# Gorybia instita
Gorybia instita là một loài bọ cánh cứng trong họ Cerambycidae.